# ناصر المحيني
ناصر المحيني لاعب كرة قدم سعودي يلعب في نادي الغوطة.

## مسيرة اللاعب
لعب سابقاً في نادي الباطن ونادي الساحل ونادي النهضة ونادي عرعر ونادي الجندل ونادي السد ونادي الغوطة.

## روابط خارجية
- ناصر المحيني على موقع Soccerway.com (الإنجليزية)